# Ondřej Stavinoha
Ondřej Stavinoha (*14. června 1955, Znojmo) je bývalý politický vězeň z Příbrami (okres Příbram, Středočeský kraj). Je členem Konfederace politických vězňů České republiky.

## Životopis a činy
Ondřej Stavinoha pochází z dělnické rodiny a po základní vojenské službě pracoval jako horník-strojní zámečník v Uranových dolech Příbram. Žil ve Znojmě, Velkých Karlovicích, Svobodných Heřmanicích, Horním Benešově a pak v Příbrami a v Nepomuku. Nesouhlasil s politikou tehdejšího socialistického Československa, tak se rozhodl proti němu aktivně bojovat. Nejprve ukradl a propašoval z dolů průmyslovou trhavinu Permonex a rozhodl se vyhodit do vzduchu bronzovou sochu prvního československého komunistického prezidenta Klementa Gottwalda, která byla umístěna na náměstí VŘSR (dnešní náměstí 17. listopadu) v Příbrami. K jeho rozhodnutí bezděky přispěl i otec Stavinohovy přítelkyně, který byl policista a vychloubal se, že k srpnovému výročí okupace Československa sovětskou armádou žádná provokace nemá šanci, protože je ze strany bezpečnostních orgánů vše hlídáno a zabezpečeno. Původně chtěl svůj čin provést jako protest na 10. výročí okupace Československa sovětskou armádou, tj. dne 21. srpna 1978. Okolí sochy však bylo ten den hlídané příslušníky Státní bezpečnosti (StB) a tak svůj čin provedl až o tři dny později, tj. až v noci z 23. na 24. srpna 1978 a to krátce po půlnoci. Čin spáchal společně s kamarádem Františkem Polákem a oba byli „posilněni“ alkoholem. Odpálená nálož cca 1,2 kg byla příliš velká, výbuch utrhl soše nohu a vyvrátil ji s podstavce a také poškodil okna bytovek a výloh na náměstí. Bezprostředně po výbuchu nastala mimořádná opatření ze strany StB i dalších státních orgánů. Státní bezpečnost brzy oba mladé muže vypátrala a následně byli odsouzeni - Ondřej Stavinoha na 9 let a František Polák na 7 let ve valdické věznici. Ondřej Stavinoha musel splácet i opravu sochy, tj. celkem 105000 československých korun. Je však nutno si uvědomit zcela mimořádnou výši trestů, které si také celé odpykali. Dne 28. února 1995 byli oba Krajským soudem v Praze plně rehabilitováni. Gottwaldova socha je dnes umístěna ve skladu příbramských technických služeb.